# Julija Pajevská
Julija "Tajra" Pajevská (* 19. prosince 1968 Kyjev) je ukrajinská zdravotnice, designérka a sportovkyně, která během rusko-ukrajinské války založila dobrovolnický záchranný tým "Tajřini andělé". Dne 16. března 2022 byla zajata a uvězněna ruskými vojáky, po třech měsících byla propuštěna.

## Život
Julii vychoval její dědeček Kostiantyn Chubukov, který během druhé světové války sloužil jako zpravodajský důstojník v sovětském letectvu a přežil obléhání Leningradu. Chubukov byl mj. vyznamenán Leninovým řádem a Řádem rudého praporu. Pajevská projevovala zájem o medicínu už jako malé dítě.
Věnovala se tvorbě keramiky, pracovala jako designérka. Měla také 20 let zkušeností jako trenérka aikida a byla prezidentkou Federace aikido "Mutokukai-Ukraine". Práce trenérky aikida Pajevskou přivedla ke zdravotnickému studiu, protože sport a zranění podle ní k sobě neodmyslitelně patří. Pracovala jako zdravotnice na částečný úvazek.

## Rusko-ukrajinská válka
V roce 2013 se Pajevská připojila k protestům na Euromajdanu jako dobrovolná zdravotnice.
Po vypuknutí rusko-ukrajinské války v roce 2014 pracovala jako zdravotnice ve východním Donbasu, kde zůstala až do roku 2018. Během prvního roku na Donbasu vytvořila dobrovolnický záchranný sbor, který ošetřoval civilní i vojenské oběti a byl nazván,„Taiřini andělé“. Pajevská také vycvičila více než 100 zdravotníků.
Během těchto čtyř let sloužila Pajevská v předních liniích, např. v Popasne, Avdijivce, nebo Svitlodarsku.
V roce 2018 vstoupila do ukrajinské armády. Její jednotka byla nasazena v Mariupolu, kde velela 61. mobilní nemocnici. Pajevská byla demobilizována armády v roce 2020, ale jak ona, tak „Andělé“ dále pracovali jako dobrovolní zdravotníci.

## Zajetí ruskými vojáky
Dne 16. března 2022 byla Pajevská a řidič sanitky Serhij v průběhu bitvy o Mariupol zajati a uvězněni ruskými vojáky. Rusové pak využili Pajevskou v propagandistických videích a vylíčili ji jako ženu, která je ve spojení s „nacisty“ a plukem Azov, ačkoli vojenská nemocnice, kterou vedla, s ním nebyla spojena.
Dne 17. června 2022 oznámil ukrajinský prezident Volodymyr Zelenskyj propuštění Pajevské. Později uvedla, že ukrajinští váleční zajatci byli drženi v hrozných podmínkách podobných nacistickým koncentračním táborům. Vězňům byly odepřeny jakékoli informace o jejich rodinách nebo lékařské ošetření. Před členy Amerického helsinského výboru uvedla, že Rusové pravidelně mučili ji i další zajatce, přičemž mnozí to nepřežili.

## Invictus Games
Pajevská si v důsledku své práce poničila kyčle, v obou má titanové endoprotézy.
Připojila se tak k ukrajinskému týmu na paralympiádě válečných veteránů Invictus Games v roce 2020 v Nizozemsku. Soutěžila v lukostřelbě a vzpírání.
Kvůli zajetí nemohla Pajevská soutěžit v Invictus Games 2020, které byly kvůli pandemii koronaviru odloženy na duben 2022. Místo ní závodila její 19letá dcera, Anna-Sofia Puzanova, která získala bronzovou medaili v lukostřelbě. Na hrách se dcera Pajevské setkala s princem Harrym, zakladatelem Invictus Games.

## Ve filmu
- V roce 2017 se objevila v Invisible Battalion, dokumentu o šesti ženách bojujících v rusko-ukrajinské válce na Donbasu.